# Klispoel
Klispoel is een buurtschap in de Nederlandse gemeente Wijchen, gelegen in de provincie Gelderland. Het ligt ten zuidwesten van Wijchen.
De naam Klispoel is ontleend aan Kleefse Poel, een lang geleden afgesneden tak van de Maas. Op de rivierduin bij de Klispoel ligt nu de gelijknamige boerderij waarvan het bekend is dat het al voor 1700 werd bewoond. De natuurlijke variatie in de omgeving is ronduit uniek te noemen.
Dorpen: Alverna · Balgoij · Batenburg · Bergharen · Hernen · Leur · Niftrik · Wijchen

Buurtschappen: Boskant · Bullenkamp · Den Hoef · Heiveld · Hoogbroek · Klispoel · Laak · Lienden · Lunen · Teersdijk · Wezel

Voormalige dorpen: Woezik

Gelderland: Steden en dorpen in Gelderland      Nederland: Provincies · Gemeenten